# 牛奶湖
牛奶湖是位於台灣台北市士林區，為陽明山國家公園境內冷水坑的一個小池潭。遊客可從冷水坑停車場前往附近高台俯瞰牛奶湖。

## 地質學
該地本為七星山旁的噴發口，火山活動停止後積水成湖。湖水中混有大量硫磺氣，沉澱後形成黃白色或灰白色礦物層，因此稱為牛奶湖。該湖的溫度約為40 °C左右，為外雙溪源頭，亦是臺灣唯一的沉澱硫磺礦床。